# Gabon aux Jeux paralympiques d'été de 2012
Le Gabon participe aux Jeux paralympiques d'été de 2012 à Londres. Il s'agit de la deuxième participation de ce pays aux Jeux paralympiques d'été. Le Gabon n'y présente qu'un seul athlète : Thierry Mabicka. Il prend part au 100 mètres et au lancer de javelot. Mabicka a déjà représenté le Gabon aux Jeux paralympiques d'été de 2008, où il était également le seul athlète.

## Athlétisme
Hommes
- Thierry Mabicka

### Résultats
| Athlète         | Épreuve   | Séries   | Séries | Quarts de finale | Quarts de finale | Demi-finales | Demi-finales | Finale       | Finale       |
| Athlète         | Épreuve   | Résultat | Rang   | Résultat         | Rang             | Résultat     | Rang         | Résultat     | Rang         |
| --------------- | --------- | -------- | ------ | ---------------- | ---------------- | ------------ | ------------ | ------------ | ------------ |
| Thierry Mabicka | 100 m T54 | 21 s 42  | 8e     | Pas qualifié     | Pas qualifié     | Pas qualifié | Pas qualifié | Pas qualifié | Pas qualifié |

| Athlète         | Épreuve                   | Séries           | Séries           | Quarts de finale | Quarts de finale | Demi-finales     | Demi-finales     | Finale           | Finale           |
| Athlète         | Épreuve                   | Résultat         | Rang             | Résultat         | Rang             | Résultat         | Rang             | Résultat         | Rang             |
| --------------- | ------------------------- | ---------------- | ---------------- | ---------------- | ---------------- | ---------------- | ---------------- | ---------------- | ---------------- |
| Thierry Mabicka | Lancer du javelot F57/F58 | Ne participe pas | Ne participe pas | Ne participe pas | Ne participe pas | Ne participe pas | Ne participe pas | Ne participe pas | Ne participe pas |